# Grupo absoluto de Galois
En matemática, el grupo absoluto de Galois GK de un cuerpo K es el grupo de Galois de Ksep sobre K, donde Ksep es una clausura separable de K. Alternativamente es el grupo de todos los automorfismos de la clausura algebraica de K que fija K. El grupo absoluto de Galois es único salvo isomorfismo. Es un grupo profinito.
(Cuando K es un cuerpo perfecto, Ksep es el mismo que una clausura algebraica Kalg de K. Esto se cumple, por ejemplo, para K de característica cero, o K si es cuerpo finito.) 

## Ejemplos
- El grupo absoluto de Galois de un cuerpo algebraicamente cerrado es trivial.
- El grupo absoluto de Galois de los números reales es un grupo cíclico de dos elementos (conjugación compleja y mapa identidad), puesto que {\displaystyle \mathbb {C} } es la clausura separable de {\displaystyle \mathbb {R} } y {\displaystyle [\mathbb {C} :\mathbb {R} ]=2}.
- El grupo absoluto de Galois de un cuerpo finito K es isomorfo al grupo

{\displaystyle {\hat {\mathbb {Z} }}=\varprojlim \mathbb {Z} /n\mathbb {Z} }.
El automorfismo de Frobenius Fr es un generador canónico (topológico) de GK. (Reseñar que Fr(x) = xq para todo x en Kalg, donde q es el número de elementos en K.)
- El grupo absoluto de Galois del cuerpo de las funciones racionales con coeficientes complejos es libre (como un grupo profinito). Este resultado fue dado por Adrien Douady y tiene sus orígenes en el teorema de existencia de Riemann.[1]
- Más generalmente , sea C un cuerpo algebraicamente cerrado y x una variable.  Entonces el grupo de Galois absoluto de K=C(x) está libre de rango e igual a la cardinalidad de C. Este resultado fue dado por David Harbater y Florian Pop, y fue demostrado más tarde por Dan Haran y Moshe Jarden usando métodos algebraicos.[2][3][4]
- Sea K una extensión finita de los números p-ádicos Qp. Para p ≠ 2, su grupo absoluto de Galois es generado por [K:Qp] + 3 elementos y tiene una descripción explícita por generadores y relaciones. Éste es un resultado de Uwe Jannsen y Kay Wingberg.[5][6] Algunos resultados son conocidos para el caso p = 2, pero la estructura general para Q2 no es conocida.[7]
- Otro caso para el cual ha sido determinado el grupo de Galois absoluto es para el más grande subcuerpo totalmente real del cuerpo de los números algebraicos.[8]

## Problemas
- Todavía no se conoce una descripción directa para el grupo de Galois absoluto de los números racionales. En este caso, se sigue del teorema de Belyi que el grupo absoluto de Galois tiene una acción leal sobre el dessins d'enfants de Alexander Grothendieck (mapas sobre superficies), habilitándonos el «ver» la teoría de Galois de los cuerpos de números algebraicos.

- Sea K la máxima extensión abeliana de los número racionales. Entonces, la conjetura de Shafarevich asegura que el grupo absoluto de Galois GK es un grupo profinito libre.[9]

## Algunos resultados generales
- Cada grupo profinito se presenta como un grupo de Galois de alguna extensión de Galois, sin embargo, no es cierto que cada grupo profinito se presente como un grupo de Galois absoluto. Por ejemplo, teorema de Artin-Schreier asegura que los únicos grupos de Galois absolutos finitos son el grupo trivial y el grupo cíclico de orden 2.

- Cada grupo profinito proyectivo puede ser entendido como un grupo de Galois absoluto de un pseudo cuerpo algebraicamente cerrado. Este resultado fue dado por Alexander Lubotzky y Lou van den Dries.